# Fußball-Club Augsburg 1907 2016-2017
Questa voce raccoglie le informazioni riguardanti il Fußball-Club Augsburg 1907 nelle competizioni ufficiali della stagione calcistica 2016-2017.

## Stagione
Nella stagione 2016-2017 l'Augusta, allenata da Manuel Baum, concluse il campionato di Bundesliga al 13º posto. In coppa di Germania l'Augusta fu eliminata al secondo turno dal Bayern Monaco.

## Organigramma societario
Area tecnica
- Allenatore: Manuel Baum
- Preparatore dei portieri: Zdenko Miletić
- Preparatori atletici: Andreas Bäumler

## Rosa
| N. |                        | Ruolo | Calciatore                 |
| -- | ---------------------- | ----- | -------------------------- |
| 24 | Germania (bandiera)    | P     | Iōannīs Gkelios            |
| 35 | Svizzera (bandiera)    | P     | Marwin Hitz                |
| 1  | Germania (bandiera)    | P     | Andreas Luthe              |
| 18 | Germania (bandiera)    | D     | Jan-Ingwer Callsen-Bracker |
| 38 | Austria (bandiera)     | D     | Kevin Danso                |
| 32 | Germania (bandiera)    | D     | Raphael Framberger         |
| 15 | Germania (bandiera)    | D     | Marvin Friedrich           |
| 6  | Paesi Bassi (bandiera) | D     | Jeffrey Gouweleeuw         |
| 36 | Austria (bandiera)     | D     | Martin Hinteregger         |
| 16 | Germania (bandiera)    | D     | Christoph Janker           |
| 31 | Germania (bandiera)    | D     | Philipp Max                |
| 40 | Germania (bandiera)    | D     | Tim Rieder                 |
| 3  | Grecia (bandiera)      | D     | Kōstas Stafylidīs          |
| 2  | Paesi Bassi (bandiera) | D     | Paul Verhaegh              |
| 7  | Turchia (bandiera)     | C     | Halil Altıntop             |
| 10 | Germania (bandiera)    | C     | Daniel Baier               |
| 30 | Brasile (bandiera)     | C     | Caiuby                     |

| N. |                          | Ruolo | Calciatore             |
| -- | ------------------------ | ----- | ---------------------- |
| 8  | Germania (bandiera)      | C     | Markus Feulner         |
| 20 | Serbia (bandiera)        | C     | Gojko Kačar            |
| 21 | Germania (bandiera)      | C     | Dominik Kohr           |
| 19 | Corea del Sud (bandiera) | C     | Koo Ja-cheol           |
| 26 | Germania (bandiera)      | C     | Bastian Kurz           |
| 5  | Germania (bandiera)      | C     | Moritz Leitner         |
| 14 | Rep. Ceca (bandiera)     | C     | Jan Morávek            |
| 34 | Italia (bandiera)        | C     | Max Reinthaler         |
| 11 | Francia (bandiera)       | C     | Jonathan Schmid        |
| 29 | Germania (bandiera)      | C     | Marco Schuster         |
| 28 | Austria (bandiera)       | C     | Georg Teigl            |
| 39 | Giappone (bandiera)      | C     | Takashi Usami          |
| 25 | Paraguay (bandiera)      | A     | Raúl Bobadilla         |
| 27 | Islanda (bandiera)       | A     | Alfreð Finnbogason     |
| 33 | Germania (bandiera)      | A     | Julian Günther-Schmidt |
| 22 | Corea del Sud (bandiera) | A     | Ji Dong-won            |

## Organigramma societario
Area tecnica
- Allenatore: Manuel Baum
- Allenatore in seconda: Alexander Frankenberger
- Preparatore dei portieri: Zdenko Miletić
- Preparatori atletici: Andreas Bäumler

## Risultati

### Bundesliga

#### Girone di andata
| Arbitro: | Stegemann |

|  |           |                          |
|  | Marcatori | 35’ Didavi 89’ Rodríguez |

| Arbitro: | Siebert |

|                       |           |                               |
| Jóhannsson 45’ (rig.) | Marcatori | 52’ Gouweleeuw 73’ Stafylidīs |

| Arbitro: | Dankert |

|                |           |                               |
| Stafylidīs 73’ | Marcatori | 7’ Córdoba 75’ Malli 81’ Mutō |

| Leverkusen 21 settembre 2016, ore 20:00 CEST 4ª giornata | Bayer Leverkusen | 0 – 0 referto | Augusta | BayArena (24 097 spett.)\| Arbitro: \| Drees \| |
| Arbitro:                                                 | Drees            |               |         |                                                 |

| Arbitro: | Winkmann |

|                 |           |  |
| Finnbogason 47’ | Marcatori |  |

| Arbitro: | Osmers |

|                          |           |        |
| Forsberg 11’ Poulsen 52’ | Marcatori | 14’ Ji |

| Arbitro: | Stieler |

|           |           |              |
| Baier 77’ | Marcatori | 65’ Bentaleb |

| Arbitro: | Gräfe |

|                          |           |              |
| Philipp 66’ Petersen 78’ | Marcatori | 84’ Altıntop |

| Arbitro: | Dingert |

|         |           |                                 |
| Koo 67’ | Marcatori | 19’, 48’ Lewandowski 21’ Robben |

| Arbitro: | Drees |

|  |           |                            |
|  | Marcatori | 85’ Bobadilla 90’ Altıntop |

| Augusta 19 novembre 2016, ore 15:30 CET 11ª giornata | Augusta | 0 – 0 referto | Hertha Berlino | WWK Arena (27 007 spett.)\| Arbitro: \| Dankert \| |
| Arbitro:                                             | Dankert |               |                |                                                    |

| Colonia 26 novembre 2016, ore 15:30 CET 12ª giornata | Colonia | 0 – 0 referto | Augusta | RheinEnergieStadion (50 000 spett.)\| Arbitro: \| Schmidt \| |
| Arbitro:                                             | Schmidt |               |         |                                                              |

| Arbitro: | Stegemann |

|        |           |            |
| Ji 34’ | Marcatori | 11’ Hrgota |

| Arbitro: | Siebert |

|            |           |  |
| Kostić 68’ | Marcatori |  |

| Arbitro: | Stieler |

|                 |           |  |
| Hinteregger 75’ | Marcatori |  |

| Arbitro: | Winkmann |

|             |           |        |
| Dembélé 47’ | Marcatori | 33’ Ji |

| Arbitro: | Schmidt |

|  |           |                         |
|  | Marcatori | 47’ Wagner 64’ Kramarić |

#### Girone di ritorno
| Arbitro: | Dankert |

|          |           |                       |
| Gómez 4’ | Marcatori | 25’ Altıntop 69’ Kohr |

| Arbitro: | Dingert |

|                                  |           |                               |
| Schmid 28’ Koo 79’ Bobadilla 90’ | Marcatori | 26’ Selassie 65’ (rig.) Kruse |

| Arbitro: | Gräfe |

|                               |           |  |
| Öztunali 31’ Jairo 62’ (rig.) | Marcatori |  |

| Arbitro: | Osmers |

|          |           |                                  |
| Kohr 60’ | Marcatori | 23’ Bellarabi 40’, 65’ Hernández |

| Arbitro: | Drees |

|            |           |                                   |
| Heller 47’ | Marcatori | 55’ (rig.) Verhaegh 85’ Bobadilla |

| Arbitro: | Ittrich |

|                                |           |                        |
| Stafylidīs 19’ Hinteregger 60’ | Marcatori | 25’ Werner 52’ Compper |

| Arbitro: | Kampka |

|                                   |           |  |
| Burgstaller 4’, 29’ Caligiuri 35’ | Marcatori |  |

| Arbitro: | Stegemann |

|                |           |                          |
| Stafylidīs 38’ | Marcatori | 30’ (rig.) Niederlechner |

| Arbitro: | Dingert |

|                                                      |           |  |
| Lewandowski 17’, 55’, 79’ Müller 36’, 80’ Thiago 62’ | Marcatori |  |

| Arbitro: | Fritz |

|                                  |           |                           |
| Verhaegh 76’ (rig.) Altıntop 81’ | Marcatori | 24’ Kittel 35’, 67’ Cohen |

| Arbitro: | Stieler |

|                        |           |  |
| Brooks 12’ Stocker 37’ | Marcatori |  |

| Arbitro: | Winkmann |

|                                    |           |                |
| Hinteregger 6’ Verhaegh 23’ (rig.) | Marcatori | 65’ (aut.) Max |

| Arbitro: | Zwayer |

|                           |           |               |
| Fabián 78’, 87’ Rebić 90’ | Marcatori | 9’ Gouweleeuw |

| Arbitro: | Gräfe |

|                                         |           |  |
| Altıntop 28’, 42’ Max 76’ Bobadilla 85’ | Marcatori |  |

| Arbitro: | Dankert |

|          |           |                 |
| Hahn 90’ | Marcatori | 57’ Finnbogason |

| Arbitro: | Stegemann |

|                 |           |                |
| Finnbogason 29’ | Marcatori | 32’ Aubameyang |

| Sinsheim 20 maggio 2017, ore 15:30 CEST 34ª giornata | Hoffenheim | 0 – 0 referto | Augusta | Wirsol Rhein-Neckar-Arena (30 150 spett.)\| Arbitro: \| Fritz \| |
| Arbitro:                                             | Fritz      |               |         |                                                                  |

### Coppa di Germania
| Arbitro: | Kempkes |

|  |           |                       |
|  | Marcatori | 29’ Koo 68’ Bobadilla |

| Arbitro: | Stegemann |

|                             |           |        |
| Lahm 2’ Green 41’ Alaba 90’ | Marcatori | 68’ Ji |

## Statistiche

### Statistiche di squadra
| Competizione      | Punti | In casa | In casa | In casa | In casa | In casa | In casa | In trasferta | In trasferta | In trasferta | In trasferta | In trasferta | In trasferta | Totale | Totale | Totale | Totale | Totale | Totale | DR  |
| Competizione      | Punti | G       | V       | N       | P       | Gf      | Gs      | G            | V            | N            | P            | Gf           | Gs           | G      | V      | N      | P      | Gf     | Gs     | DR  |
| ----------------- | ----- | ------- | ------- | ------- | ------- | ------- | ------- | ------------ | ------------ | ------------ | ------------ | ------------ | ------------ | ------ | ------ | ------ | ------ | ------ | ------ | --- |
| Bundesliga        | 38    | 17      | 5       | 6       | 6       | 22      | 25      | 17           | 4            | 5            | 8            | 13           | 26           | 34     | 9      | 11     | 14     | 35     | 51     | -16 |
| Coppa di Germania | -     | 0       | 0       | 0       | 0       | 0       | 0       | 2            | 1            | 0            | 1            | 3            | 3            | 2      | 1      | 0      | 1      | 3      | 3      | 0   |
| Totale            | -     | 17      | 5       | 6       | 6       | 22      | 25      | 19           | 5            | 5            | 9            | 16           | 29           | 36     | 10     | 11     | 15     | 38     | 54     | -16 |

### Andamento in campionato
| Giornata  | 1  | 2  | 3  | 4  | 5  | 6  | 7  | 8  | 9  | 10 | 11 | 12 | 13 | 14 | 15 | 16 | 17 | 18 | 19 | 20 | 21 | 22 | 23 | 24 | 25 | 26 | 27 | 28 | 29 | 30 | 31 | 32 | 33 | 34 |
| --------- | -- | -- | -- | -- | -- | -- | -- | -- | -- | -- | -- | -- | -- | -- | -- | -- | -- | -- | -- | -- | -- | -- | -- | -- | -- | -- | -- | -- | -- | -- | -- | -- | -- | -- |
| Luogo     | C  | T  | C  | T  | C  | T  | C  | T  | C  | T  | C  | T  | C  | T  | C  | T  | C  | T  | C  | T  | C  | T  | C  | T  | C  | T  | C  | T  | C  | T  | C  | T  | C  | T  |
| Risultato | P  | V  | P  | N  | V  | P  | N  | P  | P  | V  | N  | N  | N  | P  | V  | N  | P  | V  | V  | P  | P  | V  | N  | P  | N  | P  | P  | P  | V  | P  | V  | N  | N  | N  |
| Posizione | 16 | 11 | 13 | 13 | 11 | 12 | 12 | 12 | 13 | 13 | 12 | 12 | 12 | 13 | 12 | 12 | 13 | 12 | 10 | 13 | 13 | 13 | 12 | 13 | 14 | 16 | 16 | 16 | 16 | 16 | 13 | 13 | 14 | 13 |

Legenda:

Luogo: C = Casa; T = Trasferta. Risultato: V = Vittoria; N = Pareggio; P = Sconfitta.

### Statistiche dei giocatori
| Giocatore          | Bundesliga | Bundesliga | Bundesliga  | Bundesliga | Coppa di Germania | Coppa di Germania | Coppa di Germania | Coppa di Germania | Totale   | Totale | Totale      | Totale     |
| Giocatore          | Presenze   | Reti       | Ammonizioni | Espulsioni | Presenze          | Reti              | Ammonizioni       | Espulsioni        | Presenze | Reti   | Ammonizioni | Espulsioni |
| ------------------ | ---------- | ---------- | ----------- | ---------- | ----------------- | ----------------- | ----------------- | ----------------- | -------- | ------ | ----------- | ---------- |
| I. Gkelios         | -          | -          | -           | -          | -                 | -                 | -                 | -                 | -        | -      | -           | -          |
| M. Hitz            | 32         | 0          | 4           | 0          | 2                 | 0                 | 1                 | 0                 | 34       | 0      | 5           | 0          |
| A. Luthe           | 2          | 0          | 0           | 0          | -                 | -                 | -                 | -                 | 2        | 0      | 0           | 0          |
| J. Callsen-Bracker | 1          | 0          | 0           | 0          | -                 | -                 | -                 | -                 | 1        | 0      | 0           | 0          |
| K. Danso           | 7          | 0          | 0           | 0          | -                 | -                 | -                 | -                 | 7        | 0      | 0           | 0          |
| R. Framberger      | 3          | 0          | 0           | 0          | -                 | -                 | -                 | -                 | 3        | 0      | 0           | 0          |
| M. Friedrich       | -          | -          | -           | -          | -                 | -                 | -                 | -                 | -        | -      | -           | -          |
| J. Gouweleeuw      | 18         | 2          | 4           | 0          | 1                 | 0                 | 0                 | 0                 | 19       | 2      | 4           | 0          |
| M. Hinteregger     | 31         | 3          | 5           | 0          | 1                 | 0                 | 0                 | 0                 | 32       | 3      | 5           | 0          |
| C. Janker          | 15         | 0          | 4           | 0          | 2                 | 0                 | 0                 | 0                 | 17       | 0      | 4           | 0          |
| P. Max             | 25         | 1          | 4           | 0          | 1                 | 0                 | 0                 | 0                 | 26       | 1      | 4           | 0          |
| T. Rieder          | 5          | 0          | 0           | 0          | -                 | -                 | -                 | -                 | 5        | 0      | 0           | 0          |
| K. Stafylidīs      | 27         | 4          | 6           | 0          | 2                 | 0                 | 0                 | 0                 | 29       | 4      | 6           | 0          |
| P. Verhaegh        | 31         | 3          | 4           | 0          | -                 | -                 | -                 | -                 | 31       | 3      | 4           | 0          |
| H. Altıntop        | 31         | 6          | 1           | 0          | 2                 | 0                 | 0                 | 0                 | 33       | 6      | 1           | 0          |
| D. Baier           | 27         | 1          | 5           | 0          | 2                 | 0                 | 2                 | 0                 | 29       | 1      | 7           | 0          |
| . Caiuby           | 5          | 0          | 1           | 0          | 1                 | 0                 | 0                 | 0                 | 6        | 0      | 1           | 0          |
| M. Feulner         | 1          | 0          | 0           | 0          | 1                 | 0                 | 0                 | 0                 | 2        | 0      | 0           | 0          |
| G. Kačar           | 22         | 0          | 1           | 0          | 1                 | 0                 | 0                 | 0                 | 23       | 0      | 1           | 0          |
| D. Kohr            | 26         | 2          | 12          | 1          | 2                 | 0                 | 1                 | 0                 | 28       | 2      | 13          | 1          |
| J. Koo             | 23         | 2          | 6           | 1          | 2                 | 1                 | 1                 | 0                 | 25       | 3      | 7           | 1          |
| B. Kurz            | -          | -          | -           | -          | -                 | -                 | -                 | -                 | -        | -      | -           | -          |
| M. Leitner         | 6          | 0          | 0           | 0          | -                 | -                 | -                 | -                 | 6        | 0      | 0           | 0          |
| J. Morávek         | 13         | 0          | 2           | 0          | -                 | -                 | -                 | -                 | 13       | 0      | 2           | 0          |
| M. Reinthaler      | -          | -          | -           | -          | -                 | -                 | -                 | -                 | -        | -      | -           | -          |
| J. Schmid          | 25         | 1          | 1           | 0          | 1                 | 0                 | 0                 | 0                 | 26       | 1      | 1           | 0          |
| M. Schuster        | -          | -          | -           | -          | -                 | -                 | -                 | -                 | -        | -      | -           | -          |
| G. Teigl           | 18         | 0          | 1           | 0          | 1                 | 0                 | 0                 | 0                 | 19       | 0      | 1           | 0          |
| T. Usami           | 11         | 0          | 0           | 0          | -                 | -                 | -                 | -                 | 11       | 0      | 0           | 0          |
| R. Bobadilla       | 18         | 4          | 1           | 0          | 1                 | 1                 | 0                 | 0                 | 19       | 5      | 1           | 0          |
| A. Finnbogason     | 13         | 3          | 1           | 1          | 1                 | 0                 | 0                 | 0                 | 14       | 3      | 1           | 1          |
| J. Günther-Schmidt | 4          | 0          | 0           | 0          | 1                 | 0                 | 0                 | 0                 | 5        | 0      | 0           | 0          |
| D. Ji              | 34         | 3          | 4           | 0          | 2                 | 1                 | 0                 | 0                 | 36       | 4      | 4           | 0          |
| D. Opare           | -          | -          | -           | -          | 1                 | 0                 | 0                 | 0                 | 1        | 0      | 0           | 0          |